# 파티 센트럴
파티 센트럴(Party Central)은 미국에서 제작된 켈시 맨 감독의 2014년 애니메이션 영화이다. 로리 앨런 등이 주연으로 출연하였다.
픽사 애니메이션 스튜디오가 월트 디즈니 픽처스를 위해 제작한 단편 영화이다. 2013년 8월 9일 애너하임의 D23 엑스포에서 초연되었으며 2014년 3월 21일 머펫 모스트 원티드와 함께 극장 개봉 시 상영되었다. 파티 센트럴은 몬스터 주식회사 시리즈 중 두 번째 단편 영화이며 몬스터 대학교의 사건 이후를 배경으로 하고 있다.

## 출연

### 주연
- 로리 앨런
- 카를로스 엘라즈라퀴
- 빌리 크리스탈
- 찰리 데이
- 존 굿맨
- 션 헤이즈

### 조연
- 데이브 폴리
- 조엘 머레이
- 피터 손
- 줄리아 스위니